# Krzysztof Oleksowicz
Krzysztof Oleksowicz (ur. 1951) – polski filozof, założyciel i główny akcjonariusz Inter Cars.

## Życiorys
Absolwent filozofii Akademii Teologii Katolickiej w Warszawie. W latach 70. pracował w Niemczech w warsztacie samochodowym. Następnie w latach 1978–1979 był mechanikiem w Bazie Usług Transportowych. W latach 1980–1986 prowadził firmę Pomoc Drogowa.
W 1990 roku założył firmę Inter Cars, która zaczynała od małego zakładu i 4 zatrudnionych pracowników. Z dniem 1 stycznia 2020 roku zrezygnował z funkcji członka zarządu spółki pozostając doradcą strategicznym zarządu. Od 2017 roku syn Krzysztofa, Maciej Oleksowicz, który od 1 lipca 2016 roku zasiada w zarządzie spółki, sprawuje funkcję prezesa.

## Nagrody i wyróżnienia
- Nagroda Top Manager 2007 czasopisma Manager Magazin, wspólnie z Polską Konfederacją Pracodawców Prywatnych "Lewiatan"[4],
- 2015 – Odznaka Honorowa za Zasługi dla Rozwoju Gospodarki Rzeczypospolitej Polskiej[5].